# Jure Kocjan
Jure Kocjan (Lubiana, 18 ottobre 1984) è un ex ciclista su strada sloveno, professionista dal 2008 al 2016. Dal 2016 per quattro anni, fino al 27 gennaio 2020, è stato squalificato dalle gare per positività all'EPO.

## Palmarès
- 2005 (Radenska, una vittoria)

1ª tappa Jadranska Magistrala (Parenzo > Albona)
- 2006 (Radenska, una vittoria)

Tour de Vojvodina
- 2008 (Perutnina Ptuj, tre vittorie)

2ª tappa Vuelta a Cuba (Guantanamo > Santiago di Cuba)
6ª tappa Vuelta a Cuba (Camagüey > Ciego de Ávila)
8ª tappa Tour of Qinghai Lake (Menyuan > Huzhu)
- 2009 (Carmiooro-A-Style, tre vittorie)

3ª tappa Étoile de Bessèges (Branoux-les-Taillades > La Grand-Combe)
2ª tappa Tour of Qinghai Lake (Tongren > Xunhua)
7ª tappa Tour of Qinghai Lake (Xihaizhen > Menyuan)
- 2010 (Carmiooro-NGC, una vittoria)

Grand Prix Pino Cerami
- 2012 (Team Type 1-Sanofi, due vittorie)

1ª tappa Tour du Limousin (Limoges > La Souterraine)
3ª tappa Tour du Limousin (Jumilhac-le-Grand > Trélissac)
- 2014 (Team SmartStop, quattro vittorie)

3ª tappa Vuelta Ciclística Independencia Nacional (Samaná > San Francisco de Macorís)
6ª tappa, 1ª semitappa Vuelta Ciclística Independencia Nacional (La Vega > Santo Domingo)
4ª tappa Coupe des Nations Ville de Saguenay (Chicoutimi > Chicoutimi)
Classifica generale Coupe des Nations Ville de Saguenay
- 2015 (Team SmartStop, una vittoria)

2ª tappa Tour of Utah (Tremonton > Ogden)

### Altri successi
- 2005 (Radenska)

Criterium Medvod

## Piazzamenti

### Classiche monumento
- Milano-Sanremo

2010: 133º
2012: 135º

### Competizioni mondiali
- Campionati del mondo

Madrid 2005 - In linea Under-23: 37º
Salisburgo 2006 - In linea Under-23: 19º
Melbourne 2010 - In linea Elite: 48º
Copenaghen 2011 - In linea Elite: 66º
Limburgo 2012 - In linea Elite: 115º
Ponferrada 2014 - In linea Elite: ritirato